# Campionati mondiali di nuoto 2015
La XVI edizione dei campionati mondiali di nuoto si è svolta dal 24 luglio al 9 agosto 2015 a Kazan', in Russia. La competizione sportiva è stata organizzata dalla Federazione Internazionale del Nuoto (FINA) e le discipline presenti sono il nuoto, il nuoto di fondo, il nuoto sincronizzato, la pallanuoto ed i tuffi. Per la prima volta nella storia dei campionati mondiali sono stati inseriti nel programma due concorsi di nuoto sincronizzato aperti anche ai sincronetti di sesso maschile: il duo misto programma libero ed il duo misto programma tecnico.

## Assegnazione
L'organizzazione della manifestazione venne ufficialmente affidata a Kazan' il 15 luglio 2011 durante il Congresso Generale Biennale della FINA, tenutosi a Shanghai, che ha ospitato i campionati mondiali di nuoto 2011. Kazan' ha battuto città come Guadalajara (Messico), Hong Kong (Cina), Canton (Cina) e Montréal (Canada); queste ultime due città hanno ritirato la propria candidatura poco prima del voto finale.

## Sedi di gara
La maggior parte delle competizioni si è tenuta nelle sedi di gara costruite in occasione della XXVII Universiade. Sono state inoltre allestite due piscine temporanee all'interno della Kazan Arena, stadio di proprietà comunale utilizzato dalla locale squadra di calcio del Rubin Kazan'.
Ecco in sintesi le sedi che ospiteranno i vari eventi:
- Kazan Arena (nuoto sincronizzato, nuoto)
- Kazan Aquatics Palace (tuffi)
- Kazan Water Polo Arena (pallanuoto)
- Fiume Kazanka (nuoto in acque libere, tuffi grandi altezze)

## Discipline
In questa edizione dei mondiali si sono disputate 75 gare, sette in più rispetto a Barcellona 2013.
| Disciplina            | Masc. | Femm. | Miste | Tot. |
| --------------------- | ----- | ----- | ----- | ---- |
| Nuoto                 | 20    | 20    | 2     | 42   |
| Nuoto in acque libere | 3     | 3     | 1     | 7    |
| Tuffi                 | 6     | 6     | 3     | 15   |
| Nuoto sincronizzato   | -     | 7     | 2     | 9    |
| Pallanuoto            | 1     | 1     | -     | 2    |
| Totale                | 30    | 37    | 8     | 75   |

## Calendario
| 1 | Numero di finali   |
| ● | Altre competizioni |

| Luglio-Agosto 2015    | 24 Ven | 25 Sab | 26 Dom | 27 Lun | 28 Mar | 29 Mer | 30 Gio | 31 Ven | 1 Sab | 2 Dom | 3 Lun | 4 Mar | 5 Mer | 6 Gio | 7 Ven | 8 Sab | 9 Dom | Totale finali |
| --------------------- | ------ | ------ | ------ | ------ | ------ | ------ | ------ | ------ | ----- | ----- | ----- | ----- | ----- | ----- | ----- | ----- | ----- | ------------- |
| Tuffi                 | ●      | 2      | 1      | 2      | 2      | 1      | 1      | 1      | 1     | 2     | ●     | 1     | 1     |       |       |       |       | 15            |
| Nuoto in acque libere |        | 2      |        | 1      | 1      |        | 1      |        | 2     |       |       |       |       |       |       |       |       | 7             |
| Nuoto                 |        |        |        |        |        |        |        |        |       | 4     | 4     | 5     | 5     | 5     | 5     | 6     | 8     | 42            |
| Nuoto sincronizzato   |        | 1      | 2      | 1      | ●      | 1      | 2      | 1      | 1     |       |       |       |       |       |       |       |       | 9             |
| Pallanuoto            |        |        | ●      | ●      | ●      | ●      | ●      | ●      | ●     | ●     | ●     | ●     | ●     | ●     | 1     | 1     |       | 2             |
| Totale finali         |        | 5      | 3      | 4      | 3      | 2      | 4      | 2      | 4     | 6     | 4     | 6     | 6     | 5     | 6     | 7     | 8     | 75            |

## Medagliere
| Pos.   | Nazione        | Oro | Argento | Bronzo | Totale |
| ------ | -------------- | --- | ------- | ------ | ------ |
| 1      | Cina           | 15  | 10      | 10     | 35     |
| 2      | Stati Uniti    | 13  | 14      | 6      | 33     |
| 3      | Russia         | 9   | 4       | 4      | 17     |
| 4      | Australia      | 7   | 3       | 8      | 18     |
| 5      | Gran Bretagna  | 7   | 1       | 6      | 14     |
| 6      | Francia        | 5   | 1       | 1      | 7      |
| 7      | Italia         | 3   | 3       | 8      | 14     |
| 8      | Ungheria       | 3   | 3       | 4      | 10     |
| 9      | Svezia         | 3   | 2       | 1      | 6      |
| 10     | Giappone       | 3   | 1       | 4      | 8      |
| 11     | Sudafrica      | 2   | 3       | 0      | 5      |
| 12     | Germania       | 2   | 1       | 4      | 7      |
| 13     | Brasile        | 1   | 4       | 2      | 7      |
| 14     | Corea del Nord | 1   | 0       | 1      | 2      |
| 15     | Serbia         | 1   | 0       | 0      | 1      |
| 16     | Paesi Bassi    | 0   | 8       | 0      | 8      |
| 17     | Canada         | 0   | 4       | 4      | 8      |
| 18     | Danimarca      | 0   | 2       | 2      | 4      |
| 19     | Ucraina        | 0   | 2       | 1      | 3      |
| 20     | Messico        | 0   | 2       | 0      | 2      |
| 20     | Nuova Zelanda  | 0   | 2       | 0      | 2      |
| 22     | Grecia         | 0   | 1       | 2      | 3      |
| 22     | Polonia        | 0   | 1       | 2      | 3      |
| 22     | Spagna         | 0   | 1       | 2      | 3      |
| 25     | Giamaica       | 0   | 1       | 1      | 2      |
| 26     | Croazia        | 0   | 1       | 0      | 1      |
| 26     | Lituania       | 0   | 1       | 0      | 1      |
| 28     | Argentina      | 0   | 0       | 1      | 1      |
| 28     | Bielorussia    | 0   | 0       | 1      | 1      |
| 28     | Malaysia       | 0   | 0       | 1      | 1      |
| 28     | Singapore      | 0   | 0       | 1      | 1      |
| Totale | Totale         | 75  | 76      | 77     | 228    |